# Tanya Stephens
Pour les articles homonymes, voir Stephens.
Tanya Stephens est une chanteuse jamaïcaine née le 2 juillet 1973 dans la paroisse de Saint Mary. Selon les sources, son nom de naissance est Vivienne Stephenson ou Vivienne Tanya Stephens,.

## Biographie

### Carrière musicale
Tanya Stephens atteint une reconnaissance nationale en 1996 avec le titre Yuh Nuh Ready fi Dis Yet. Elle apparaît sur l'album Journey de Garnett Silk, sorti en 1998. Après avoir vécu en Suède, elle retourne en Jamaïque en 2004. Son album Gangsta Blues et des singles comme Boom Wuk et It's a Pity la font connaître à l'étranger,. Son album suivant, Rebelution, sort en 2006 et atteint la 10e place du Top Reggae Albums établi par le magazine américain Billboard.

### Autres activités
La chanteuse a recours à l'enseignement à distance pour étudier la gestion (business management) à l'université de Sunderland au Royaume-Uni. En 2007, elle obtient une bourse d'études (scholarship).

## Style musical et paroles
À ses débuts, Tanya Stephens se fait connaître par ses paroles salaces. Par la suite, ses chansons critiquent notamment l'homophobie, que la chanteuse apparente à une forme de racisme. Elle regrette son omniprésence dans la musique jamaïcaine et estime que cela porte atteinte à tout le mouvement dancehall,.

## Discographie

### Albums
- 1994 : Big Things a Gwaan (Runn)
- 1997 : Too Hype (VP Records)
- 1998 : Ruff Rider (VP Records)
- 2001 : Sintoxicated (Warner)
- 2004 : Gangsta Blues (Tarantula / VP Records)
- 2006 : Rebelution (Tarantula / VP Records)
- 2010 : Infallible (Tarantula)

## Vidéographie

### Clips
- 2001 : Back To Haunt Me, tiré de Sintoxicated, dirigé par Patric Ullaeus